# Chris Hardwick
Chris Hardwick, pseudonimo di Christopher Ryan Hardwick (Louisville, 23 novembre 1971), è un comico, attore, doppiatore, conduttore televisivo e musicista statunitense.
È noto soprattutto come membro del duo comico-musicale Hard 'n Phirm, formato da lui e Mike Phirman, oltre che per essere il presentatore dei programmi televisivi Singled Out, Wired Science, Web Soup, The Nerdist Podcast, Talking Dead e  The Wall . Inoltre ha doppiato il protagonista Otis della serie animata Barnyard - Ritorno al cortile.

## Biografia
Hardwick è nato a Louisville, nel Kentucky, figlio dell'ex giocatore di bowling professionista Billy Hardwick e di Sharon Hills, un'agente immobiliare a Pasadena. Gli è stato dato il nome del giornalista sportivo Chris Schenkel. Hardwick è stato cresciuto come cattolico, ma ha affermato di non essere più religioso. È cresciuto a Memphis, nel Tennessee, e ha frequentato prima la St. Benedict at Auburndale K-12 School, poi la Regis Jesuit High School nel Colorado, e infine Loyola High School per il suo ultimo anno. Hardwick ha studiato filosofia all'Università della California a Los Angeles. Per qualche tempo è stato compagno di stanza di Wil Wheaton.

## Filmografia

### Cinema
- Courting Courtney, regia di Paul Tarantino (1997)
- Art House, regia di Leigh Scott (1998)
- Beach House, regia di Leigh Scott (1998)
- Jane White Is Sick & Twisted, regia di David Michael Latt (2002)
- La casa dei 1000 corpi (House of 1000 Corpses), regia di Rob Zombie (2003)
- Terminator 3 - Le macchine ribelli (Terminator 3: Rise of the Machines), regia di Jonathan Mostow (2003)
- Spectres, regia di Phil Leirness (2004)
- Arrivano i Johnson (Johnson Family Vacation), regia di Christopher Erskin (2004)
- The Life Coach, regia di Josh Stolberg (2005)
- The Mother of Invention, regia di Andrew Bowser e Joseph M. Petrick (2009)
- Halloween II, regia di Rob Zombie (2009)
- Molto forte, incredibilmente vicino (Extremely Loud and Incredibly Close), regia di Stephen Daldry (2011)

### Televisione
- In famiglia e con gli amici (Thirtysomething) – serie TV, episodio 4x18 (1991)
- Sposati... con figli (Married... with Children) – serie TV, episodi 10x19-10x20 (1996)
- Guys Like Us – serie TV, 13 episodi (1998-1999)
- Battle of the Sitcoms – serie TV (2000)
- Zoey 101 – serie TV, episodio 1x09 (2005)
- CSI - Scena del crimine (CSI: Crime Scene Investigation) – serie TV, episodio 6x21 (2006)
- Mash Up, regia di Jordan Vogt-Roberts – film TV (2011)
- The Walking Dead - serie TV, episodio 9x14 (2019)

### Doppiaggio
- The Zeta Project – serie TV, episodio 1x12 (2001) – voce
- The X's – serie TV, 5 episodi (2005-2006) – voce
- The Batman – serie TV, episodi 5x03-5x13-5x12 (2007-2008) – voce
- Radio Adventures of Dr. Floyd – serie TV (2008) – voce
- Atom TV – serie TV, episodio 1x09 (2008) – voce
- Barnyard - Ritorno al cortile (Back at the Barnyard) – serie TV, 67 episodi (2007-2011) – voce
- Lego - Le avventure di Clutch Powers (Lego: The Adventures of Clutch Powers), regia di Howard E. Baker (2010) – voce
- La leggenda di Korra (The Legend of Korra) – serie TV, episodio 1x09 (2012) – voce
- Scooby-Doo - Mystery, Inc. (Scooby-Doo! Mystery Incorporated) – serie TV, episodi 1x15-2x07 (2011-2012) – voce
- Borderlands 3 - videogioco, voce di Vaughn (2019)

## Doppiatori italiani
Nelle versioni in italiano delle opere in cui ha recitato, Chris Hardwick è stato doppiato da:
- Fabrizio Manfredi in Transformers 3 - Le macchine ribelli
- Alessandro Rigotti in CSI - Scena del crimine
- Alberto Bognanni in Halloween II

Da doppiatore, è stato sostituito da:
- Massimo Bitossi in Baynard - Ritorno al cortile
- Luca Appetiti in Borderlands 3